# ZAVNOCG
Con l'acronimo ZAVNOCG (dal serbocroato: Zemaljsko antifašističko vijeće narodnog oslobođenja Crne Gore i Boke) si indica il Consiglio Antifascista di Stato per la Liberazione Popolare del Montenegro e delle Bocche di Cattaro, il più alto organo di governo partigiano della Montenegro di cui rappresentava le forze di resistenza all'interno dell'AVNOJ.
Alla sua seconda Seduta, tenutasi il 14 giugno 1944 cambio il suo nome in Parlamento Montenegrino Antifascista di Liberazione Popolare - CASNO (Crnogorska antifašistička skupština narodnog oslobođenja)